# Boks na Igrzyskach Ameryki Środkowej i Karaibów 2006
Wyniki zawodów bokserskich, które rozgrywane były w dniach: 20-27 lipca 2006 roku w Kartagenie.

## Medaliści
| Kategoria wagowa              | Złoto                | Srebro              | Brąz                                 |
| Waga papierowa (-48 kg)       | McWilliams Arroyo    | Odilion Zaleta      | Yan Barthelemí Oscar Negrete         |
| Waga musza (-51 kg)           | Juan Carlos Payano   | Yoandris Salinas    | McJoe Arroyo Braulio Ávila           |
| Waga kogucia (-54 kg)         | Guillermo Rigondeaux | Arturo Santos Reyes | Jonathan Romero Héctor Manzanilla    |
| Waga piórkowa (-57 kg)        | Carlos Velásquez     | Ronald de la Rosa   | Yuriorkis Gamboa Nicholas Walters    |
| Waga lekka (-60 kg)           | Yordenis Ugás        | Óscar Díaz (bokser) | Lisandro Bolivar José Mosquera       |
| Waga lekkopółśrednia (-64 kg) | Yudel Johnson        | Hugo Moolenaar      | Kenny Galarza Pedro Salinas (bokser) |
| Waga półśrednia (-69 kg)      | Erislandy Lara       | Melvin Santana      | Jean Carlos Prada Alexis Ares        |
| Waga średnia (-75 kg)         | Yordanis Despaigne   | Andrew Fermin       | Alexander Brand Gustavo Caicedo      |
| Waga półciężka (-81 kg)       | Yusiel Nápoles       | Terry Cox           | Carlos Negrón Ismael Mendoza         |
| Waga ciężka (-91 kg)          | Osmay Acosta         | José Payares        | Anderson Emmanuel Jhon Nieves        |
| Waga super ciężka (+91 kg)    | Michel López         | Cristian Cabrera    | Gerardo Bisbal Jhonny Molina         |